# Paval Sevjaryněc
Paval Kanstancinavič Sevjaryněc (bělorusky Па́вел Канстанці́навіч Севяры́нец * 30. prosince 1976 Orša) je běloruský novinář, křesťanskodemokratický politik a jeden ze zakladatelů Mladé fronty, mládežnické demokratické organizace.
Narodil se v Orše ve Vicebské oblasti, do rodiny místních intelektuálů. V roce 2000 promoval na Fakultě geografie Běloruské státní univerzity. V letech 1994 až 1999 pracoval jako novinář v několika státních i komerčních novinách. Od roku 1998 se stal známý svými eseji a publicistickou prací.
Od 7. června 2020 je ve vězení. Amnesty International ho považuje za vězně svědomí.

## Politická aktivita
V roce 1995 se připojil k Běloruské lidové frontě (bělorusky Беларускі народны фронт). V únoru 1997 se stal vůdcem minské mládežnické frakce. V září 1997 stal se jedním ze zakladatelů Mladé fronty, která již byla na cestě se stát nezávislou organizací. Během své činnosti v Mladé frontě zahájil řadu vzdělávacích projektů a projektů propagujících běloruský jazyk, demokratické hodnoty a integraci Běloruska do Evropy. V letech 1997–2004 se stal známým jako vůdce masových protestů proti prezidentu Alexandrovi Lukašenkovi. V letech 1999–2003 byl místopředsedou Běloruské lidové fronty, v letech 1999–2004 byl též předsedou Mladé fronty.

## Odnětí svobody
Dne 1. června 2005 byl odsouzen ke třem letům nápravných prací poté, co protestoval proti kontroverznímu referendu, které dovolilo Alexandru Lukašenku se ucházet o třetí funkční prezidentské období. Spojené státy americké se proti tomuto rozsudku postavilo a označilo jej za „parodii spravedlnosti“. Evropská unie uvedla, že „i podle běloruských měřítek se jedná o nepřiměřený trest“. Pozdější amnestie mu snížila trest na jeden rok. Dve roky strávil ve vesnici na severu Běloruska, kde pracoval na pile, po amnestii v roce 2007 byl propuštěn.
V 2007 byla proti němu vznesena série nových obvinění. V květnu byl propuštěn z vězení, kde byl za organizování neschválené demonstrace. V červenci byl soudem uznán vinným, spolu s dalším aktivistou Alexejem Šejnem, za distribuci ilegální literatury. Dne 19. srpna byl v Brestu znovu zatčen s dalšími mládežnickými aktivisty během čtení a diskusi o svých třech knihách. Skupina byla zadržena pro účast na neschváleném shromáždění a byla také obviněna z držení padělaných peněz a ukrajinského alkoholu.
Později se stal spolupředsedou strany Běloruské křesťanské demokracie. V prosinci 2010 byl znovu zatčen na základě obvinění souvisejících s protesty proti Lukašenkovu spornému znovuzvolení. 16. května 2011 byl odsouzen ke třem letům vězení. Amnesty International ho označila za vězně svědomí. Z vazby byl propuštěn 19. října 2013.
Dne 7. června 2020 byl zatčen za účast na dřívějších protestech a odsouzen k 75dennímu správnímu zatčení. Od té doby se nemohl setkat se svým právníkem a byl částečně v samovazbě. Navíc mu byla odebrána jeho bible. 25. května 2021 ho soud v Mogilevě odsoudil k sedmi letům vězení za obvinění z organizování masových nepokojů.